# Zinovii Stolear
Zinovii Stolear (în rusă Зиновий Столяр; n. 21 ianuarie 1924, Ocna Roșie, RSS Ucraineană, URSS – d. 13 aprilie 2014, Chișinău, Republica Moldova) a fost un muzicolog, critic muzical, publicist și profesor sovietic și moldovean de etnie evreiască. A fost Artist emerit al RSS Moldovenești (1982) și Cavaler al Ordinului „Gloria Muncii” (1999).

## Biografie
S-a născut în satul Ocna (pe atunci Ocna Roșie) din cadrul Republicii Autonome Sovietice Socialiste Moldovenești, parte din RSS Ucraineană, URSS. Și-a petrecut copilăria la Tiraspol, unde a studiat la școala de muzică cu viitorul compozitor David Gerșfeld. În timpul celui de-al doilea război mondial a fost mobilizat în armată, servind în Caucazul de Nord (1942-1944) și, de asemenea, a fost directorul muzical al ansamblu regimental de cântece și dansuri. În 1950 a absolvit facultatea de teorie și compoziție a Conservatorului din Odesa, în același timp în 1947-1950 a predat la școlile de muzică din Odesa. În 1950-1953 a fost profesor la o școală de muzică din Voroșilovgrad.
În 1954 s-a stabilit la Chișinău, unde a lucrat ca profesor la Școala Gimnazială de Muzică de specialitate (1954-1982) și la Conservatorul din Moldova (1959-1973). În anii 1973-1977 a fost secretar executiv, iar în 1977-1984 a fost vicepreședinte al consiliului de administrație și din 1984 a fost redactor al Uniunii Compozitorilor din Moldova, membru de lungă durată în consiliul de conducere al Uniunii Compozitorilor și Muzicologilor ai Republicii Moldova. Mulți ani a fost un critic muzical constant al ziarului Tineretul Moldovei. Începând cu începutul anilor 1990, a fost cercetător la Institutul Minorităților Naționale al Academiei de Științe a Republicii Moldova. A condus programe radio în idiș, dedicate tematicilor muzicale la radioul republican (în programul Indzer Label – „Viața noastră”).
Este autor a numeroase articole și lucrări științifice în limbile rusă și română despre teoria generală a muzicii, istoria artei compoziționale în Moldova, muzica populară moldovenească și evreiască (în special asupra influenței lor reciproce), recenzii de concert și teatru, precum și a peste 30 de monografii și manuale despre aceste probleme. Printre cărțile sale se numără 3 ediții retipărite ale „Manualui de teorie a muzicii elementare” (împreună cu Efim Tcaci, 1957, 1961, 1964, în limbile rusă și „moldovenească”), „Shiko Aranov” (1959), Opera „Grozovan” a lui David Gerșfeld (cu E. Tcaci, 1960), „Gerșfeld” (1961), „Mijloacele expresive ale muzicii” (1963), „Genuri muzicale” (1963), „M. I. Glinca (1967, în limba „moldovenească”), Simfonia Sovietică a Moldovei (1967), Anton Rubinstein (1969, în limba „moldovenească”), Georghe Neaga (1959 și 1973), „Zlata Tcaci”, „Ce este muzica” (1976, în limba „moldovenească”), „Moldova, cântec sovietic” (1979), „Pagini de muzică moldovenească” (1983), „Doina evreiască: muzica populară evreiască în Basarabia și în Transnistria” (1998, ediția germană - 2000), „Pagini de muzică evreiască: cercetări, Observații, note” (2001), „Oameni și timp: compozitorii evrei în cultura muzicală a Moldovei. Anii 1930-1980 ai secolului XX” (carte de referință bibliografică, 2003), „Drumuri ale creativității” (articole selecționate despre compozitorii moldoveni, 2004). A condus saloane de muzică, prelegeri și discuții dedicate personalităților celebre ale culturii muzicale evreiești, moldovenești și ruse.